# U-111号潜艇 (1917年)
陛下之111号潜艇是德意志帝国海军建造的一艘中型潜艇或称U艇。它由基尔的日耳曼尼亚船厂承建，于1917年9月5日下水，至同年12月30日交付使用。U-111号是在第一次世界大战期间服役的329艘德国潜艇之一，曾参加大西洋潜艇战。在其三次巡逻中，共击沉3艘协约国或中立国商船，容积总吨为3011吨。战后，U-111号被引渡至美国，并继续为美国海军服役，直至1922年8月31日在維珍尼亞海灘附近遭炸沉。

## 设计
第一次世界大战爆发后，为了满足潜艇破交战的作战需求，德意志帝国海军潜艇监察局（Inspektion des U-Bootwesens）在U-43号（战时动员型）的基础上，研发出了一种技术上更为成熟的中型双壳体远洋潜艇。其排水量适中、性能均衡，非常适合北海和英国周边海域的作战环境。海军为此共计批出34艘订单，战术编号使用U-81至U-114号。实战证明，这一系列的潜艇具有出色的航海能力和稳定的耐用性，它们的许多布置也对后世IX級潛艇和国外一些潜艇的设计产生了影响。
U-111号是由基尔日耳曼尼亚船厂承建的第三批次（U-105至U-114号）的七号艇。它沿袭了前一批次（U-93至U-98号）的优化艇体设计，有较佳的机动性能；但在排水量和航速方面略为下降，惟续航里程有所提升。U-111号的水上和水下排水量分别为798吨和996吨。其全长71.55米；舷宽6.30米，当中的耐压壳体宽4.15米；有3.76米的吃水深度。但不同于该批次的前六艘姊妹艇，U-111号搭载的可在水上使用的两台猛狮六缸四冲程柴油发动机稍弱，总功率为2,300匹公制馬力（1,692千瓦特）（前六艘姊妹艇为2400匹马力）；水下使用的西门子-舒克特双电动发电机则是与前六艘相同（总功率为1,200匹公制馬力（883千瓦特））。这些发动机用以驱动双轴、每根轴各一个的直径1.70米长螺旋桨。它的潜航深度为50米。
U-111号在水上的最高速度达16.4節（30.4每小時），在水下的最高航速则为8.4節（15.6每小時）。它可以8節（15每小時）的速度在水上巡航8,300海里（15,400），或以5節（9.3每小時）的速度在水下巡航50海里（93）。该艇装备了六具直径为500毫米的鱼雷发射管，其中艇艏四具、艉部两具，并可合共携带至多16枚鱼雷；作为辅助武器的甲板炮则是一门105毫米45倍径速射炮和一门88毫米30倍径速射炮。其标准船员编制为4名军官及32名水兵。

## 历史
U-111号是由德意志帝国海军作为K项战时订单（Kriegsauftrag K）的一部分，于1916年5月5日向基尔的日耳曼尼亚船厂订购，建造编号为280。其艇体由不来梅的伏尔铿船厂负责建造，1917年9月5日下水后转运至基尔进行舾装，至同年12月30日在首任暨唯一一任艇长、海军上尉汉斯·拜尔斯多夫的指挥下正式交付使用。这也是帝国海军唯一一艘配备神职人员的U艇，即随军教士威廉·迈因霍尔德。完成海试后，U-111号自1918年3月17日起被编入分驻埃姆登和博尔库姆的第四潜艇区舰队服役，并一直隶属于该部队直至战争结束。
第一次世界大战期间，U-111号在北大西洋东部的不列颠岛附近执行过三次巡逻，共击沉3艘协约国或中立国商船，容积总吨为3011吨。其中，被U-111号击沉的最大型船舶是容积总吨为2346吨的英国货轮博斯卡斯尔号（Boscastle），它在从巴里前往斯卡帕湾的途中，于1918年4月7日行至聖佐治海峽的斯特伦布尔角西北偏北约14海里（26）处中鱼雷沉没，共造成18人丧生。
U-111号在战争中幸存了下来，没有被击沉。战后，根据对德停战协议的要求，该艇先是于1918年11月20日移交英国，并在哈维奇正式向协约国投降。1919年4月7日，在海军中校弗里兰·A·多班的指挥下，该艇经过12天的准备和调试，正式被引渡至美国。在其桅杆上，美国国旗特意飘扬在德意志帝国海军船旗上方。1919年4月18日，U-111号首先来到缅因州的波特兰，然后次日抵达纽约，停靠在布鲁克林海军船厂。它是与另外四艘被强占的德国U艇一同在纽约展出，目的是帮助推销美国当局发行的“胜利自由债券”。
原本应被带到美国的是U-164号潜艇，但美国人认为其外观过于恶劣，所以用U-111号进行替换。其余被带到美国的U艇分别为U-117号、U-140号、UB-88号、UB-148号和UC-97号。当中除了U-140号需要拖曳外，其余都是依靠自身动力越洋驶抵美国的。这些U艇在美国海军档案中被编入“前德国潜艇远征部队”（Ex-German Submarine Expeditionary Force）服役。
至1919年9月初，U-111号已经完成了与同期美国潜艇S-3号的正面对比测试。结果表明，“美国潜艇较德国潜艇更快，有更大的行动半径，也更适宜栖身。海军官员们认为美国潜艇的适航性更佳”。1919年10月至1920年4月期间，U-111号又在佛罗里达和古巴沿岸进行机械效率实验。在这些试验中，它取得了比之前测试结果更快的航速。它在水面上的速度是17.08節（31.63每小時），在水下的速度也比德国人所达到的速度快了将近1节。该艇航行超过11,000英里（18,000），在运用期间没有出现任何问题，且唯一进行的维护也是例行性的（清洁、喷漆等）。之后，U-111号前往新罕布什尔州的朴茨茅斯进行退役和销毁。
U-111号的运用本应在1921年终结。1921年6月18日，当它从朴茨茅斯被拖去作为飞机轰炸测试的靶舰时，又得到了再次下水的机会。然而，U-111号却在弗吉尼亚的亨利角对开约3海里（5.6）处沉没，距离进行测试的近海不足50海里（93）。潜艇的艇艏插入了约35英尺（11）深的水底，艇艉则仍然外露在水面上。考虑到航行安全，隼号扫雷舰于1922年8月14日将U-111号打捞出水，并由躉船将其载回诺福克海军船厂。在被泵出进水之前，它被沉入当地的3号旱坞。当该艇重新浮起、完成修补后，它于1922年8月30日进行了最后一次出海之旅。8月31日，U-111号在打开舱门后沉入海中，而隼号扫雷舰则引爆了安置在潜艇内的深水炸弹。其残骸位于維珍尼亞海灘的冬营滩灯船附近，距离海面大约300英尺（91）深处。

赴美后在纽约展出的U-111号
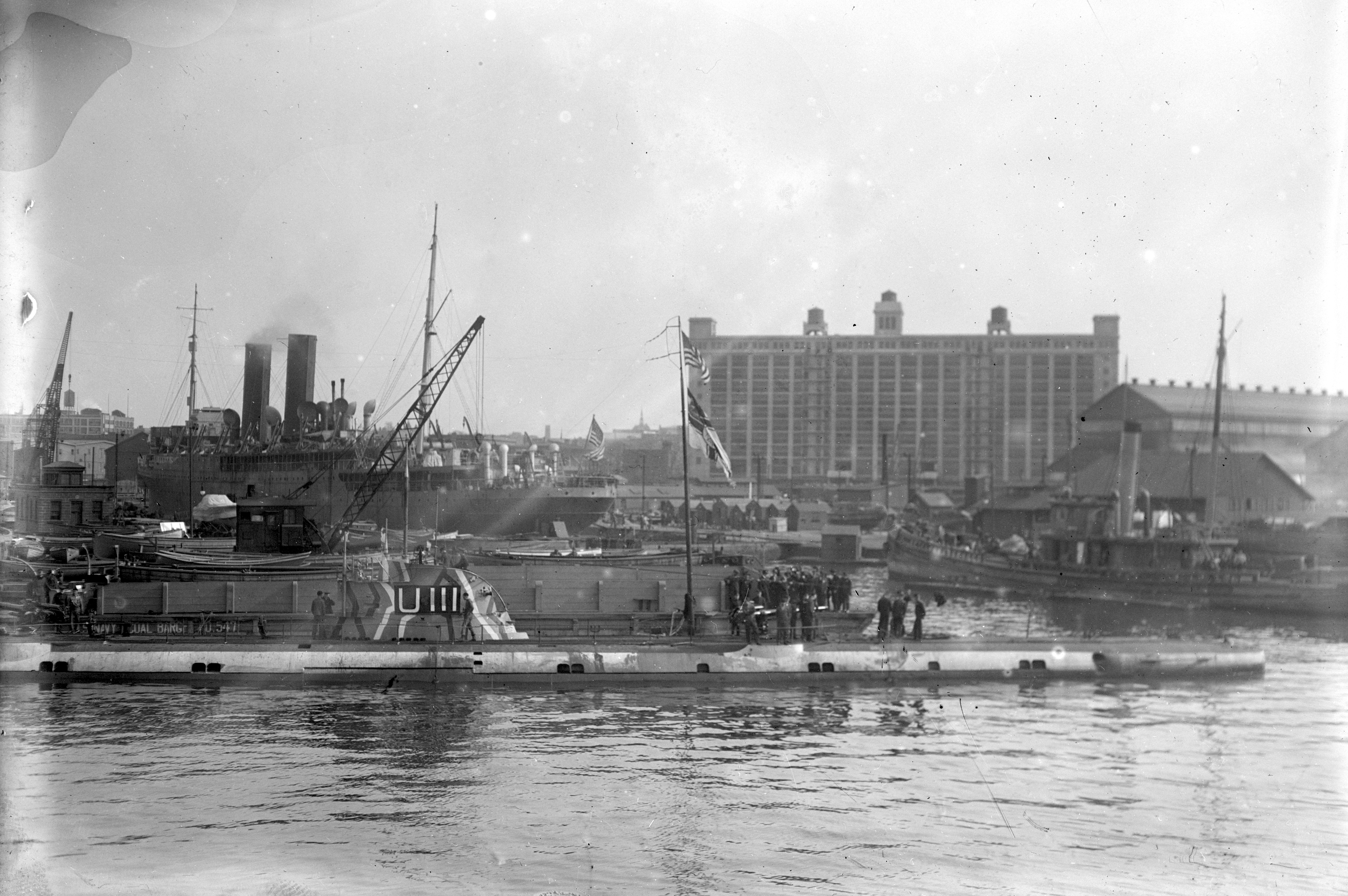
停泊于纽约的港口
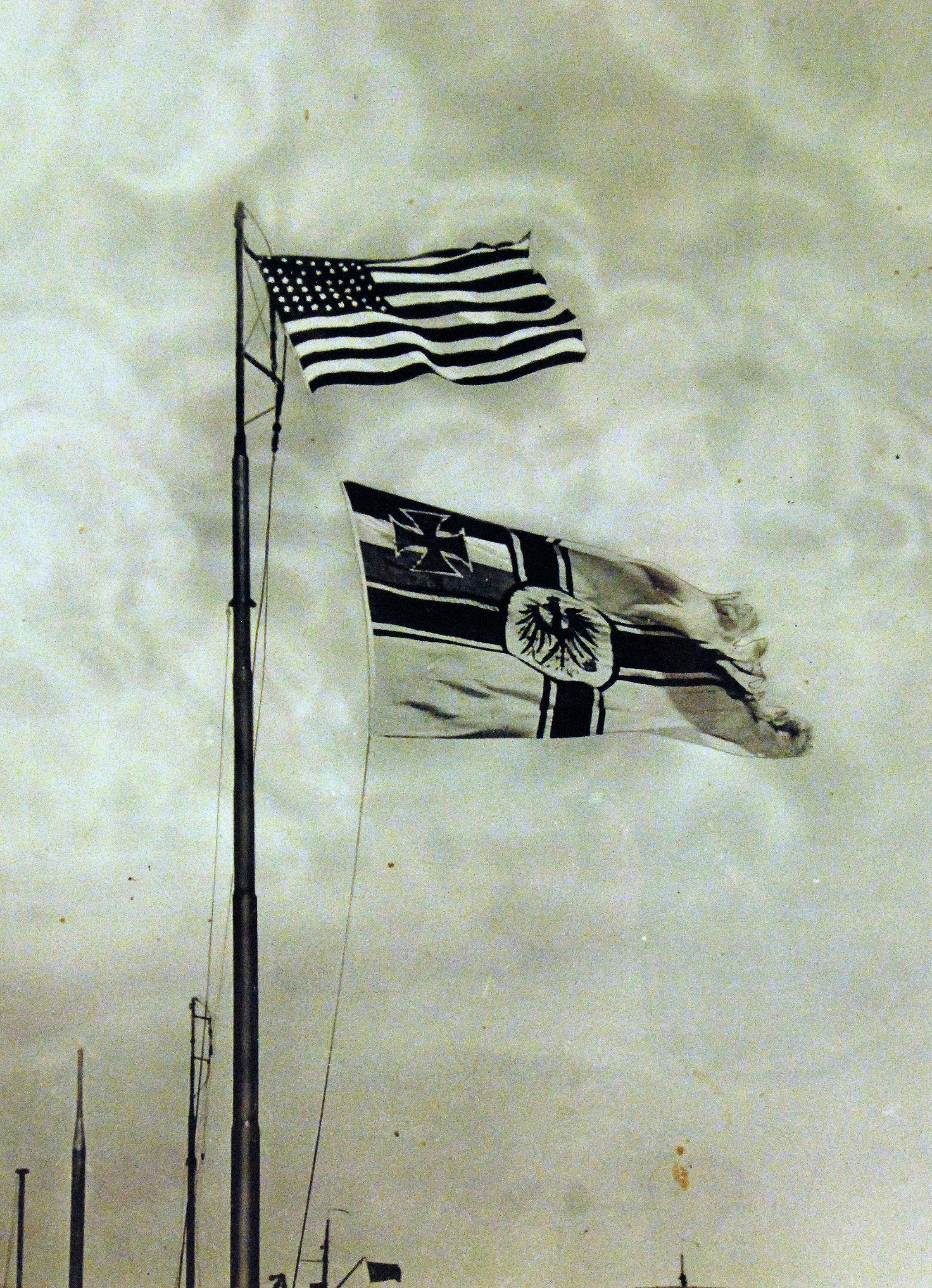
桅杆上悬挂的美国及德国旗
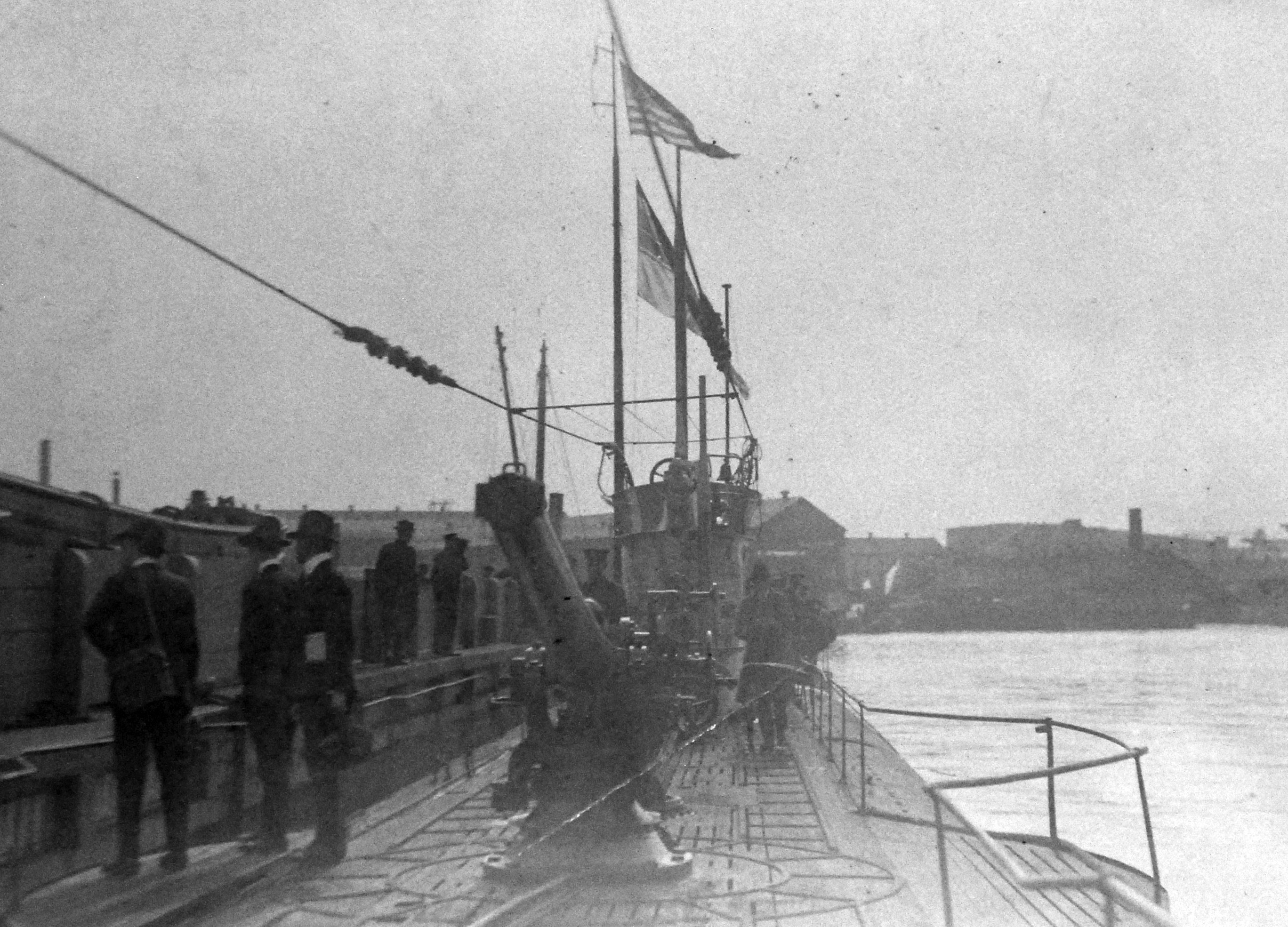
甲板
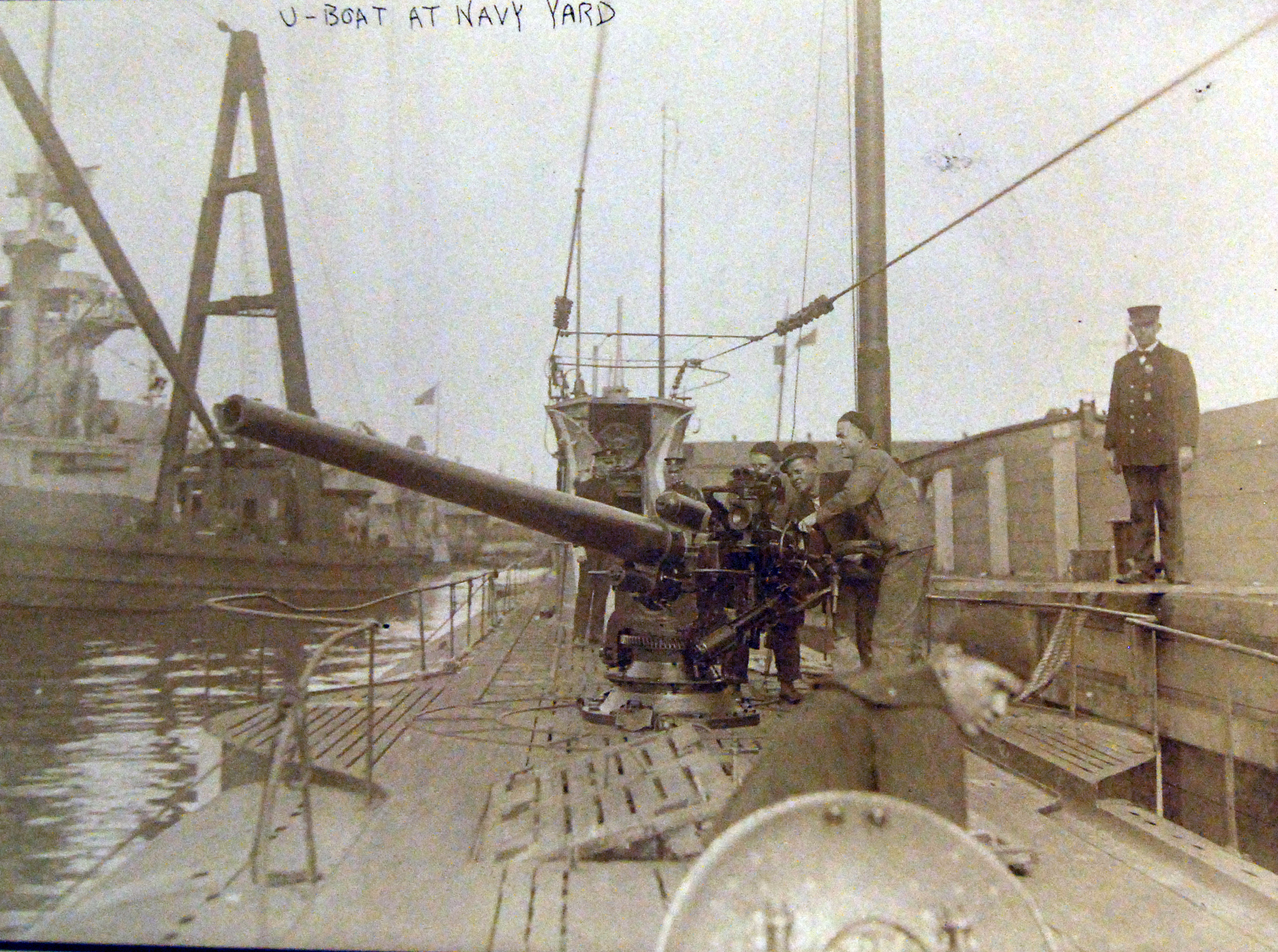
105毫米炮

## 袭击历史摘要
| 日期          | 船名           | 船籍 | 吨位 （容积总吨） | 结局 |
| ------------- | -------------- | ---- | ----------------- | ---- |
| 1918年4月7日  | 博斯卡斯尔号   | 英国 | 2346              | 击沉 |
| 1918年5月28日 | 玛格丽特女王号 | 丹麦 | 393               | 击沉 |
| 1918年6月22日 | 拉纳号         | 挪威 | 272               | 击沉 |

## 脚注
1. 1 2  Helgason, Guðmundur. . German and Austrian U-boats of World War I - Kaiserliche Marine - Uboat.net.   [2021-12-16].
2. ↑  Gröner 1991，第12-14頁.
3. 1 2  Helgason, Guðmundur. . German and Austrian U-boats of World War I - Kaiserliche Marine - Uboat.net.   [2015-01-26].
4. ↑  陈进，第71頁.
5. ↑  Herzog，第50頁.
6. ↑  Helgason, Guðmundur. . German and Austrian U-boats of World War I - Kaiserliche Marine - Uboat.net.   [2021-11-29].
7. ↑  Herzog，第48頁.
8. 1 2  Gröner 1991，第12–14頁.
9. ↑  Herzog，第139頁.
10. ↑  Herzog，第124頁.
11. ↑  Herzog，第69頁.
12. ↑  Helgason, Guðmundur. . German and Austrian U-boats of World War I - Kaiserliche Marine - Uboat.net.   [2021-12-15].
13. ↑  Koerver.
14. ↑  . The New York Times (New York). 1919-04-23: 12.
15. ↑  . The Washington Times (Washington, D.C.). 1919-04-20: 37.
16. ↑  . The Daily Banner (Cambridge, Maryland). 1921-04-21: 4.
17. ↑  . The Washington Herald (Washington, D.C.). 1919-04-23: 1, 3.
18. ↑  . Naval History and Heritage Command. United States Navy. 20 October 2015  [9 November 2018]. （原始内容存档于2021-12-15）. The crew assigned to U-164 found the submarine in such atrocious condition that it was impossible to ready her for the Victory Bond drive-the ostensible reason for which she had been acquired. For that reason, American authorities in England arranged to secure the substitution of U-111 for the cannibalized and dilapidated U-164.
19. ↑  Gibson & Prendergast，第377頁.
20. ↑  Navy Directory，第512頁.
21. ↑  . The New York Times (New York). 1919-09-07: 9.
22. ↑  . Madison Daily Leader (Madison, Wisconsin). 1919-10-15: 5.
23. ↑  . Our Navy. Vol. XIV no. 6 (Floral Park, New York: Out Navy Publishing Company). October 1920: 7–8.
24. ↑  Lee, Richard. . Richmond Times-Dispatch (Richmond, Virginia). 1921-06-19: 1.
25. ↑  . The Sunday Star (Washington, D.C.). 1921-06-19: 1.
26. ↑  . The New York Times (New York). 1922-06-08: 4.
27. ↑  . Richmond Times-Dispatch (Richmond, Virginia). 1922-08-16: 3.
28. ↑  . The Lakeland Evening Telegram (Lakeland, Florida). 1922-08-18: 1.
29. ↑  . The Lakeland Evening Telegram (Lakeland, Florida). 1922-08-29: 1.
30. ↑  . The Evening Star (Washington, D.C.). 1922-09-01: 10.
31. ↑  . The New York Times (New York). 1922-09-02: 1.
32. ↑  Helgason, Guðmundur. . German and Austrian U-boats of World War I - Kaiserliche Marine - Uboat.net.   [2015-01-26].
33. ↑  Negulesco，第147頁.